# Philip Rahtz
Philip Arthur Rahtz (geboren am 11. März 1921 in Bristol; gestorben am 2. Juni 2011) war ein britischer Archäologe.
Nach dem Besuch des Gymnasiums in Bristol, das er vorzeitig abbrach, machte Philip Rahtz eine Ausbildung zum Buchhalter, bevor er während des Zweiten Weltkriegs in der Royal Air Force diente. Dort lernte er den britischen Amateur-Archäologen Ernest Greenfield kennen, der unter anderem Ende der 1930er-Jahre die Villa Rustica von Great Witcombe ausgegraben hatte. Philip Rahtz wandte sich selbst der Archäologie zu und fing zunächst als Amateur-Archäologe an. So grub er erstmals zwischen 1949 und 1951 im romano-britischen Heiligtum bei Chew Stoke aus, bevor er auf Anregung von John Hurst ab 1953 im Auftrag des Ministry of Public Building and Works, Vorgängerinstitution des English Heritage, als anerkannter Feldarchäologe tätig wurde. 
Es folgten die Ausgrabungen von Old Sarum im Jahr 1957, weitere Ausgrabungen im Heiligtum bei Chew Stoke ab 1958, erste Ausgrabungen am Glastonbury Tor und an der Whitby Abbey. Zwischen 1960 und 1962 grub er in Cheddar. Die Ausgrabungen erbrachten den Nachweis, dass die mittelalterliche Kapelle des Heiligen Columban aus dem 14. Jahrhundert eine Reihe von profanen Vorgängerbauten hatte, die bis ins 10. Jahrhundert zurückreichten. Eine weitere Untersuchung, bei der Funde römischer Zeit und Gräber des 4. Jahrhunderts freigelegt wurden, folgte 1965.
Im Jahr 1963 wurde Philip Rahtz an der Universität Birmingham als Lecturer angestellt und 1970 zum Reader für Archäologie ernannt. An der Universität York wurde er 1978 Professor für Archäologie und gründete dort die Abteilung für Archäologie. Im Jahr 1986 wurde er emeritiert. Während all der Jahre führte er unzählige Ausgrabungen, insbesondere Lehrgrabungen, durch, unter anderem der Beckery Chapel bei Glastonbury (1967–1968) und der Bordesley Abbey (1969–1973). Für seine Beiträge zur archäologischen Erforschung früher christlicher Bauten erhielt er 2003 die Frend Medal der Society of Antiquaries of London.
Einer seiner Söhne war der Informatiker Sebastian Rahtz.

## Veröffentlichungen (Auswahl)
Eine Literaturliste findet sich auf der Website Archaeological Data Service (ADS).
- mit Susan Hirst: Bordesley Abbey, Redditch, Hereford-Worcestershire. First report on excavations 1969–1973 (= British Archaeological Reports. Band 23). BAR, Oxford 1976, OCLC 463160533.
- Invitation to Archaeology. Basil Blackwell, Oxford 1985, ISBN 0-631-14106-5.
- St. Mary’s Church, Deerhurst, Gloucestershire fieldwork, excavations, and structural analysis, 1971–1984. Boydell Press, Woodbridge 1997, ISBN 0-85115-687-8.
- mit Susan Hirst, Susan M. Wright: Cannington Cemetery: excavations 1962-3 of prehistoric, Roman, post-Roman, and later features at Cannington Park Quarry, near Bridgwater, Somerset. Society for the Promotion of Roman Studies, London 2000, ISBN 0-907764-26-6.
- Deerhurst Above and Below Ground. Friends of Deerhurst Church, Deerhurst 2001, ISBN 0-9521199-5-1.
- Living Archaeology. Tempus Publishing, Stroud 2001, ISBN 0-7524-1925-0.
- mit Lorna Watts: Glastonbury: Myth and Archaeology. Tempus Publishing, Stroud 2003, ISBN 0-7524-2548-X.